# Plebiscyt Przeglądu Sportowego 1993
59. Plebiscyt Przeglądu Sportowego na najlepszego sportowca Polski zorganizowano w 1993 roku.

## Wyniki
1. Rafał Kubacki - judo (933 360 pkt.)
2. Zenon Jaskuła - kolarstwo (855 439)
3. Artur Partyka - lekkoatletyka (716 008)
4. Beata Maksymow - judo (699 372)
5. Waldemar Marszałek - sporty motorowodne (699 207)
6. Rafał Szukała - pływanie (599 244)
7. Jacek Bielski - boks (433 985)
8. Tomasz Gollob - żużel (295 979)
9. Józef Tracz - zapasy (291 091)
10. Janusz Darocha - sport lotniczy (286 329)